# هيغاشي-كو (سابورو)
هيغاشي-كو (باليابانية: 東区) هو أحد أحياء سابورو العشرة في محافظة هوكايدو شمال اليابان. تعني «هيغاشي-كو» باللغة اليابانية "الحي الشرقي"، ويقع بجاوره كل من أحياء كيتا-كو، وتشوأو-كو، وشيرويشي-كو، ومدينة إبيتسو، وبلدة توبيتسو.

## لمحة عامة
بلغ عدد السكان القاطنين في حي هيغاشي-كو 254,360 نسمة عام 2008 بحسب الإحصاءات الحكومية. وتبلغ مساحة الحي 57.13 كم²، وتقع عدة أنهار في الحي ومنها نهر تويوهيرا.

## التاريخ
كان يوجد بالأصل في المكان الذي يقع به حي «هيغاشي-كو» قريتان وهما قرية نايبو وقرية أوكاداما اللتان أقامهما مستكشفي المنطقة عام 1870. وتأسست قرية سابورو عام 1871، ومن ثم تبِعتها قرية كاريكي التي تأسست عام 1873. واندمجت كل من قرية نايبو وقرية أوكاداما وقرية كاريكي في مع قرية سابورو عام 1902 لتغدو تجمعاً سكانياً واحداً، وقد غطت قرية سابورو حينذاك تقريباً نفس المساحة التي يقع يمتد عليها حي «هيغاشي-كو» حالياً.
جرى دمج قرية سابورو مع مدينة سابورو عام 1955. أصبحت سابورو إحدى المدن المختارة من قبل الحكومة عام 1972، مما دفع إلى إنشاء حي «هيغاشي-كو». ومُدَّ خط توهو من مترو سابورو عام 1988، ووضعت محطاته الخاصة في هيغاشي-كو.

## الاقتصاد
تقع مقرات خطوط هوكايدو أير سيستم الجوية ضمن ملكية مطار أوكاداما في أوكاداما-تشو. كانت مقرات الشركة سابقاً تقع في طرف مطار تشيتوزي الجديد في تشيتوزي.
وضعت شركة خطوط «نيبون نتورك الجوية» مقراتها في أبريل عام 2004 ضمن هيغاشي-كو.

## التعليم

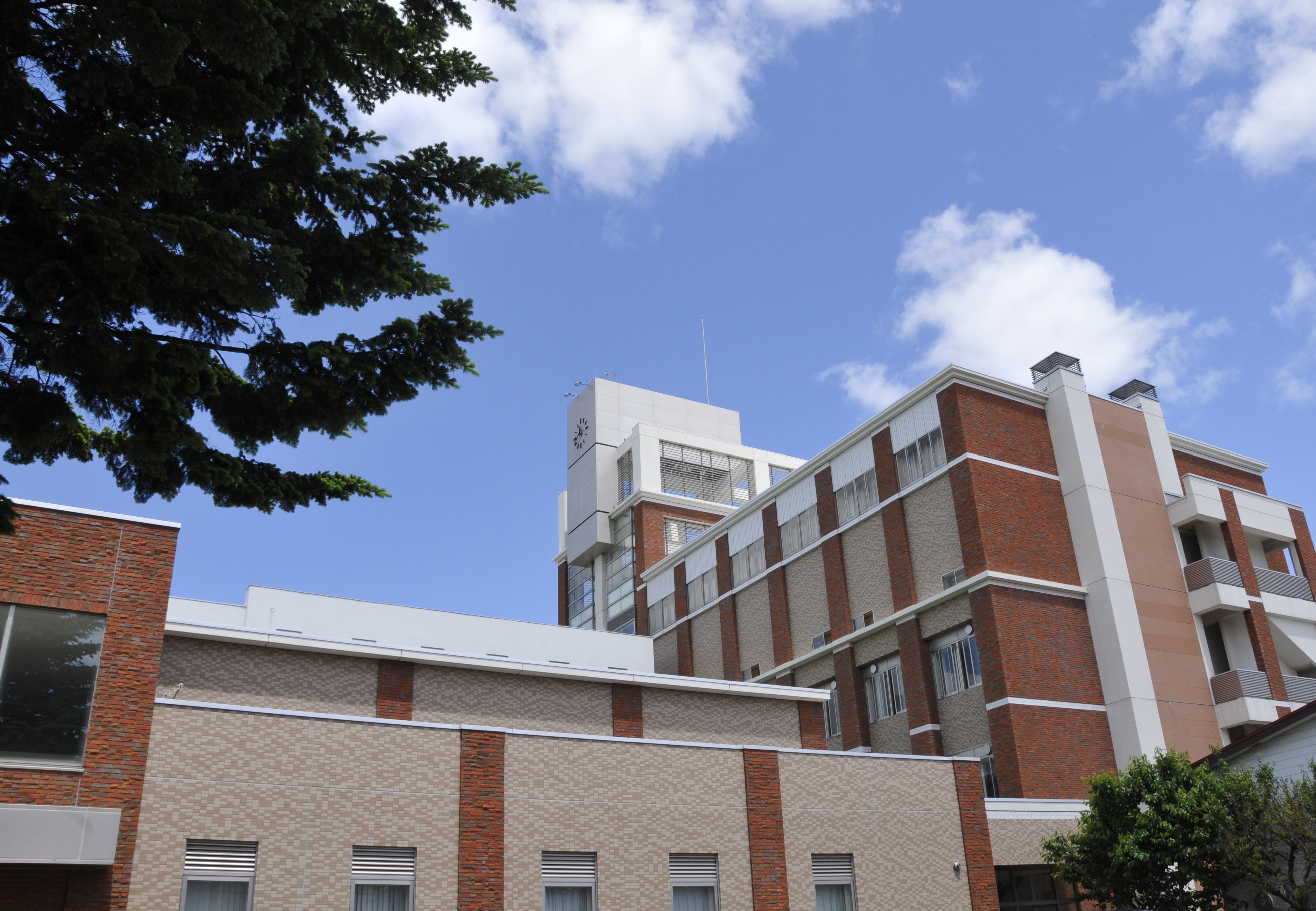
جامعة سابورو أوتاني

### الجامعات
- جامعة سابورو أوتاني (札幌大谷大学)
- كلية تينشي (天使大学)

### المدارس الثانوية

#### العامة
- مدرسة هوكايدو سابورو أوكاداما الثانوية
- مدرسة هوكايدو سابورو توريو الثانوية
- مدرسة هوكايدو سابورو توهو الثانوية
- مدرسة هوكايدو سابورو كايسي الثانوية

#### الخاصة
- مدرسة سابورو أوتاني الثانوية
- مدرسة سابورو كوسي الثانوية
- مدرسة سابورو هوكوتو الثانوية

## النقل

### الجوي
- مطار أوكاداما (札幌丘珠空港) - مطار يقع في أوكاداما.

### السكك الحديدية
- مترو سابورو
  - خط توهو (東豊線) وينقسم إلى المحطات الآلية المارة بالحي:
    - محطة ساكايماتشي (栄町駅)
    - محطة شيندو-هيغاشي (新道東駅)
    - محطة موتوماتشي (元町駅)
    - محطة كانجو-دوري-هيغاشي (環状通東駅)
    - محطة هيغاشي-كياكشو-ماي (東区役所前駅)
    - محطة كيتا-جوسون-جو-هيغاشي (北13条東駅)

### الطرق
- طريق ساسون السريع: كاريكي (IC) - فوشيكو (IC) - سابورو-كيتا (IC)
- طريق اليابان الوطني الخامس

## نقاط الاهتمام

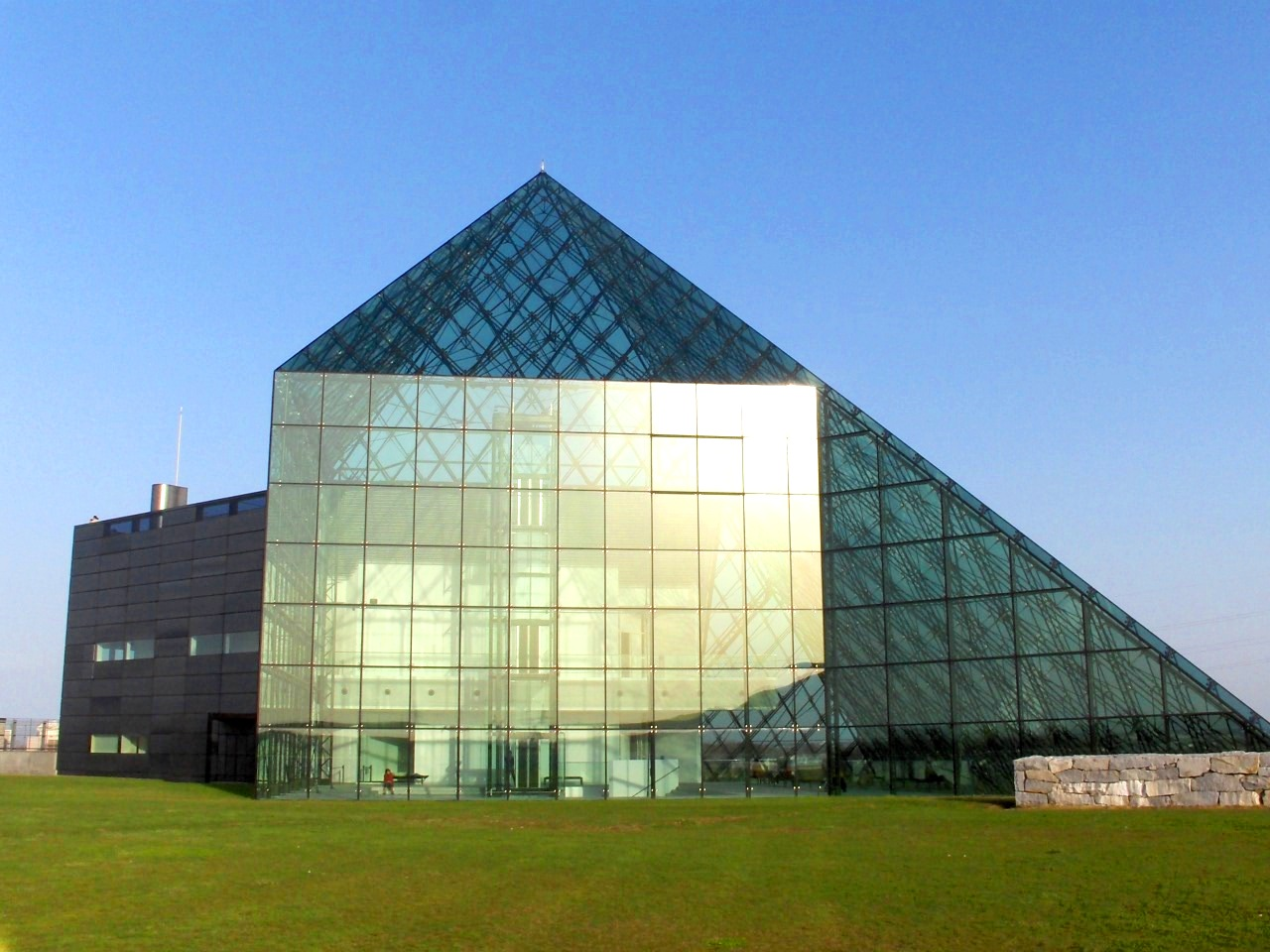
الهرم الزجاجي «هيداماري» في حديقة مويرنيما

- حديقة مويرنيما (モエレ沼公園) - حديقة من تصميم الفنان الأمريكي ذوي الأصول اليابانية إيسامو نوغوشي.
- سابورو ساتولاند - مدينة ترفيهية وإحدى منشأت مهرجان سابورو للثلوج.
- متحف سابورو للجعة (تأسس عام 1987) - متحف الجعة الوحيد في اليابان.[6]
- قبة مجتمع سابورو (札幌コミュニティドーム) - منشأة مخصصة لاستضافة الفعاليات الرياضية وما إلى ذلك.

## وصلات خارجية
- Youkoso Higashiku - Official homepage of Higashi-ku (باليابانية)